# Aloe quehlii
Aloe quehlii é uma espécie de liliopsida do gênero Aloe, pertencente à família Asphodelaceae.